# Damals bei uns daheim
Damals bei uns daheim. Erlebtes, Erfahrenes und Erfundenes ist der Titel eines Buches mit autobiographischen Kindheitserinnerungen des deutschen Schriftstellers Hans Fallada (1893–1947, bürgerlich Rudolf Wilhelm Friedrich Ditzen), das 1941 erstmals erschien.

## Hintergrund
Fallada schrieb vorwiegend sozialkritische Zeitromane im Stil der Neuen Sachlichkeit, dazwischen aber auch immer wieder unterhaltsame Gegenwartsromane. Der psychisch labile, alkohol- und morphiumabhängige Autor war Sozialdemokrat, konnte aber auch nach der nationalsozialistischen Machtergreifung trotz mancher Anfeindungen weiter veröffentlichen. 1933 zog er sich auf ein mecklenburgisches Dorf zurück und verfasste dort unter anderem die kritischen Zeitromane über die Weimarer Republik Wolf unter Wölfen (1937) und Der eiserne Gustav (1938), aber auch Bücher wie den Unterhaltungsroman Kleiner Mann – großer Mann, alles vertauscht (1939) und den Eheroman Der ungeliebte Mann (1940).
1941 veröffentlichte Fallada seine Kindheitserinnerungen aus den Jahren 1905 bis 1914 unter dem Titel Damals bei uns daheim. Er hielt sich dabei großteils an wirkliche Erlebnisse, räumte aber im Vorwort ein, im Detail manches etwas abgeändert oder erfunden zu haben. Der Ton des Buches ist durchaus heiter und humorvoll, wenn auch die schwierige Wirklichkeit seiner Kindheit immer wieder durchschimmert: Rudolf war stets ein ungeschickter Sonderling gewesen, dem oftmals Missgeschicke passierten und der nicht viele Freunde hatte. Er neigte zu Depressionen und Fatalismus, was im Alter von 18 Jahren in einen Selbstmordversuch mündete. Doch das ist nicht mehr Gegenstand des Buches.

## Inhalt
Fallada schildert den kindlichen Alltag eines bürgerlichen Haushalts im Berlin des beginnenden 20. Jahrhunderts. Liebevoll werden die Eigenarten und Charakteristika der Eltern und Geschwister, aber auch weiterer Verwandter und der Hausangestellten beschrieben. Auch die zur Entstehungszeit des Buches bereits nicht mehr vorstellbaren gesellschaftlichen Zwänge des wilhelminischen Deutschland kommen zur Sprache. Wenn Fallada auch zugibt, vieles vergessen zu haben, gibt er die Gefühlswelt und die Wahrnehmungsweise eines Kindes prägnant und anschaulich wieder. Auch traurige Erlebnisse oder Missgeschicke werden, durch die Jahre verklärt, humorvoll erzählt.
Der elterliche Haushalt bestand aus dem Vater, einem Reichsgerichtsrat, und dessen um einiges jüngerer Frau sowie den vier Kindern. In Rückblenden werden auch Episoden aus dem Leben der Eltern in früheren Jahren oder von Onkeln und Tanten wiedergegeben. Auffällig ist die fast bedingungslose Liebe der Eltern zu ihren Kindern, die Fallada schildert: der Vater ist nie lange böse auf das Verhalten der Kinder und die Mutter bleibt trotz der Freiheiten, die sich die Kinder herausnehmen, sehr liberal und liebevoll, so dass die Kinder sich anscheinend darin gefallen, ihre Grenzen bei Eltern und Hausangestellten auszutesten. 
Urlaubsreisen, Schulgeschichten, Kinderstreiche und immer wieder die zahlreichen Unfälle und Missgeschicke des Knaben bilden den Inhalt des Buches. Auch sein Versuch, sich der noch neuen Jugendbewegung des Wandervogels anzuschließen, endet mit einem Misserfolg. Am Ende des Buches, als die Familie bereits von Berlin nach Leipzig übergesiedelt war, er eine Prüfung zur vorzeitigen Aufnahme an einer dortigen Schule bestand und vom Vater ein teures Fahrrad geschenkt bekam, schien sich sein Geschick zu wandeln. Doch bereits bei der ersten Ausfahrt mit dem Rad geschah das Unglück: er erlitt einen schweren, lebensgefährlichen Unfall, die bestandene Prüfung war umsonst und sein Rad kaputt. Mit  Gleichmut ergab er sich in sein Schicksal, das nur immer Rückschläge für ihn bereitzuhalten schien. Rückblickend resümiert der Autor, in allem Unglück auch viel Glück gehabt zu haben, denn es hätte manches noch viel schlimmer kommen können. Ganz am Ende der Erinnerungen schildert der Autor das erste Erwachen sexuellen Interesses, das in ein erstes Erlebnis mit einem Hausmädchen mündet. Damit waren seine Kinderjahre abgeschlossen und der Weg in eine unbekannte Zukunft begann.
Diesem Buch ließ Fallada 1943 den Band Heute bei uns zu Haus folgen.
Damals bei uns daheim war ein großer Publikumserfolg und war ab 1955 bis heute ständig auf dem westdeutschen Buchmarkt präsent, ab Mitte der 1970er Jahre auch in der DDR. Übersetzungen in alle skandinavischen Sprachen kurz nach Erscheinen der Erstausgabe folgten ab den 1960er Jahren Übertragungen ins Russische und die baltischen Sprachen. Damit bewiesen Buch und Autor über die verschiedensten politischen Regime und Zeiten hinweg dauerhaften Erfolg.

## Ausgaben
- Damals bei uns daheim. Rowohlt, Stuttgart 1941
- Damals bei uns daheim. Rowohlt, Hamburg 1955 (Taschenbuchausgabe)
- Damals bei uns daheim. Blüchert, Hamburg 1956
- Damals bei uns daheim. Gütersloh, Bertelsmann-Lesering 1956 (Buchgemeinschaftsausgabe)
- Damals bei uns daheim. Noordhoff, Groningen 1957 (gekürzte Ausgabe für den Schulgebrauch)
- Damals bei uns daheim. Bonnier, Stockholm 1960
- Damals bei uns daheim. Engel-Verlag, München 1975
- Damals bei uns daheim. Aufbau-Verlag, Berlin und Weimar 1977 (DDR-Ausgabe)
- Damals bei uns daheim. Richarz, Sankt Augustin 1978 (Großdruckausgabe)
- Damals bei uns daheim. Büchergilde Gutenberg, Frankfurt am Main 1992 (Buchgemeinschaftsausgabe)
- Damals bei uns daheim. Aufbau-Taschenbuch-Verlag, Berlin, 2001

## Übersetzungen

### Belorussisch
- Danym-dano nas doma. Junactva, Minsk 1981 (Übersetzung: Vasil' Semucha)

### Dänisch
- Hos os derhjemme. Jespersen og Pio, Kopenhagen 1942 (Übersetzung: Clara Hammerich)

### Estnisch
- Tookord meil isakodus. AS "Kupar", Tallinn 1995 (Übersetzung: Katrin Kaugver)

### Finnisch
- Lapsuudenkodissa. Söderström, Porvoo 1944 (Übersetzung: Lauri Hiorvensalo)

### Lettisch
- Tolaik mūsu mājās. Izdevniecība Liesma, Riga 1979 (Übersetzung: Erika Lūse)

### Litauisch
- Anuomet mūsų namuose. Žaltvykslė, Vilnius 2008 (Übersetzung: Eugenija Vengrienė)

### Norwegisch
- Hjemme hos oss. Aschehoug, Oslo 1943 (Übersetzung: Hans Heiburg)

### Russisch
- W dalekie detskie gody. Prosveščenie, Moskau 1965 (Übersetzung: N. V. Spižarskoj)
- U nas doma w dalekie wremena. Chudožestvennaja Literatura, Moskau 1975 (Übersetzung: N. Bunina)
- U nas doma w dalekie wremena. BSG-Press, Moskau, 2005 (Übersetzung: N. Bunina)

### Schwedisch
- Jag minns den ljuva tiden. Hökerberg, Stockholm 1942 (Übersetzung: Birger Thorén)